# Mo distrikt, Västergötland
Mo distrikt är ett distrikt i Töreboda kommun och Västra Götalands län. 
Distriktet ligger sydväst om Töreboda. 

## Tidigare administrativ tillhörighet
Distriktet inrättades 2016 och utgörs av socknen Mo i Töreboda kommun.
Området motsvarar den omfattning Mo församling hade vid årsskiftet 1999/2000.